# Test for Echo
| 전문가 평가                       | 전문가 평가 |
| 평가 점수                         | 평가 점수   |
| 출처                              | 점수        |
| --------------------------------- | ----------- |
| AllMusic                          | [ 2 ]       |
| The Encyclopedia of Popular Music | [ 3 ]       |
| Entertainment Weekly              | (B)         |
| Rolling Stone                     | (favorable) |
| The Rolling Stone Album Guide     | [ 6 ]       |

《Test for Echo》는 1996년 9월 10일, 앤섬 레코드에서 발매된 캐나다의 록 밴드 러시의 열여섯 번째 스튜디오 음반이다. 이 음반은 피터 콜린스가 공동 프로듀싱한 마지막 러시 음반이었다. 밴드는 1996년과 1997년에 월드 투어로 음반을 지원했으며, 그 후 드러머 닐 피어트의 딸과 아내의 죽음으로 5년 동안 활동을 중단하고 2001년까지 다시 음반을 녹음하지 않았다.
타이틀곡은 메인스트림 록 차트에서 1위에 올랐다. 〈Driven〉은 라이브 공연 동안 게디 리의 베이스 쇼케이스가 되었고, 〈Resist〉는 《Vapor Trails》와 《R30》 투어에서 어쿠스틱 곡으로 재배열되었다. 밴드는 이후 투어에서 음반의 어떤 트랙도 공연하지 않았다. 《Test for Echo》는 "The Rush Remasters" 세트의 연속으로 2004년에, 그리고 2013년에는 《The Studio Albums 1989–2007》 박스 세트의 일부로 두 번 리마스터링되어 재발행되었다. 2015년에는 전체 백 카탈로그를 리마스터링하기 위한 러시의 직접적인 접근 방식에 따라 애비 로드 스튜디오에서 션 매기에 의해 리마스터링된 후 재발행되었다.

## 배경
1994년 5월, 러시는 밴드의 열다섯 번째 음반 《Counterparts》 (1993년)를 지원하기 위해 미국과 캐나다의 Counterparts Tour를 마쳤다. 그 후 그 그룹은 보통 활동을 잠시 쉬었지만, 베이시스트이자 보컬리스트인 게디 리는 그의 딸의 인생 첫 해 동안 집에 있기를 원했기 때문에 이것은 18개월 동안 지속되었다. 여가 시간에 기타리스트 알렉스 라이프슨은 그의 첫 솔로 음반 《Victor》와 드러머 겸 작사가 닐 피어트는 버디 리치 헌정 음반 《Burning for Buddy》를 발표하고 재즈 드러머 프레디 그루버로부터 공식적인 지시를 받으며 그의 기술에 시간을 보냈다. 음반의 대부분을 위해 피어트는 전통적인 그립으로 연주한다.
1995년 10월, 밴드는 러시의 다음 음반 작업을 시작하기로 결정했고, 이전 세 음반과 마찬가지로 온타리오주 클레어몬트에 있는 샬레 스튜디오로 물러나 작업과 연습을 했다. 이 시점에서 20년 이상 함께 해온 라이프슨은 《Test for Echo》가 러시의 마지막 음반이 될 것인지, 그리고 그들이 투어를 할 것인지에 대해 의문을 품었다. 그룹이 이미 다음 음반에 대해 이야기하고 있었기 때문에 음반이 완성되었을 때 그는 마음을 바꾸었고, "우리는 아직 우리 안에 많은 것을 가지고 있습니다"라고 말했다. 첫 세션은 《Victor》를 완전히 통제하고 새로운 러시 음반이 작곡되기 전에 어떤 방향으로 향할지에 대해 리와 "동일한" 토론을 벌였던 그에게 어려운 일이었다. "일단 제가 그 유령들을 쫓아냈을 때, 그 다음 주에 우리는 다섯 곡을 썼습니다. 우리는 그것에 뛰어들었고 그때부터 그것은 매우, 매우, 매우 긍정적이었습니다."  그 밴드는 "개인적으로 우리는 엉덩이이고, 함께 우리는 천재"와 "당신이 무언가를 제대로 하고 싶다면 그냥 잊어버려라"를 포함하여 영감을 주는 슬로건을 스튜디오 벽에 내걸었다. 리와 라이프슨은 그들의 생산적인 작업의 흐름을 방해하고 싶지 않았기 때문에 그들의 작품 중 어떤 것도 피어트에게 선보이기 전에 거의 6곡을 완성했다. 그들은 약 10주 동안 스튜디오를 예약했지만, 생산적인 세션은 3주 일찍 작업을 끝내는 결과를 낳았다. 라이프슨은 그 그룹이 음반 제작 내내 특히 좋은 분위기였고, 그들이 쉬었던 휴식 시간까지 그것을 내려놓았다고 말했다.

## 커버 아트
커버에는 캐나다가 원산지인 이눅슈크가 전시되어 있다. 이누슈크는 이누이트가 만든 것으로, 음식 저장소, 사냥터 또는 누군가가 목숨을 잃은 장소를 표시하기 위해 사용되는 사람 모양의 돌로 만든 인물이다.

## 곡 목록
모든 곡들은 특별한 언급이 없는 한 게디 리, 알렉스 라이프슨 그리고 닐 피어트에 의해 작사/작곡하였다.
| #   | 제목                     | 작사·작곡                         | 재생 시간 |
| --- | ------------------------ | --------------------------------- | --------- |
| 1.  | 〈Test for Echo〉        | 리, 라이프슨, 피어트, 파이 뒤부아 | 4:31      |
| 2.  | 〈Driven〉               |                                   | 4:27      |
| 3.  | 〈Half the World〉       |                                   | 3:43      |
| 4.  | 〈The Color of Right〉   |                                   | 4:48      |
| 5.  | 〈Time and Motion〉      |                                   | 5:01      |
| 6.  | 〈Totem〉                |                                   | 4:58      |
| 7.  | 〈Dog Years〉            |                                   | 4:55      |
| 8.  | 〈Virtuality〉           |                                   | 5:44      |
| 9.  | 〈Resist〉               |                                   | 4:23      |
| 10. | 〈Limbo (기악)〉         |                                   | 5:29      |
| 11. | 〈Carve Away the Stone〉 |                                   | 4:06      |

## 인증
| 국가                       | 인증 | 판매량/출하량 |
| -------------------------- | ---- | ------------- |
| 캐나다 (뮤직 캐나다)       | 골드 | 50,000^       |
| 미국 (RIAA)                | 골드 | 500,000^      |
| ^출하량을 기반으로 한 인증 |      |               |